# Eugenia stipitata
Eugenia stipitata là một loài thực vật có hoa trong Họ Đào kim nương. Loài này được McVaugh mô tả khoa học đầu tiên năm 1956.

## Hình ảnh

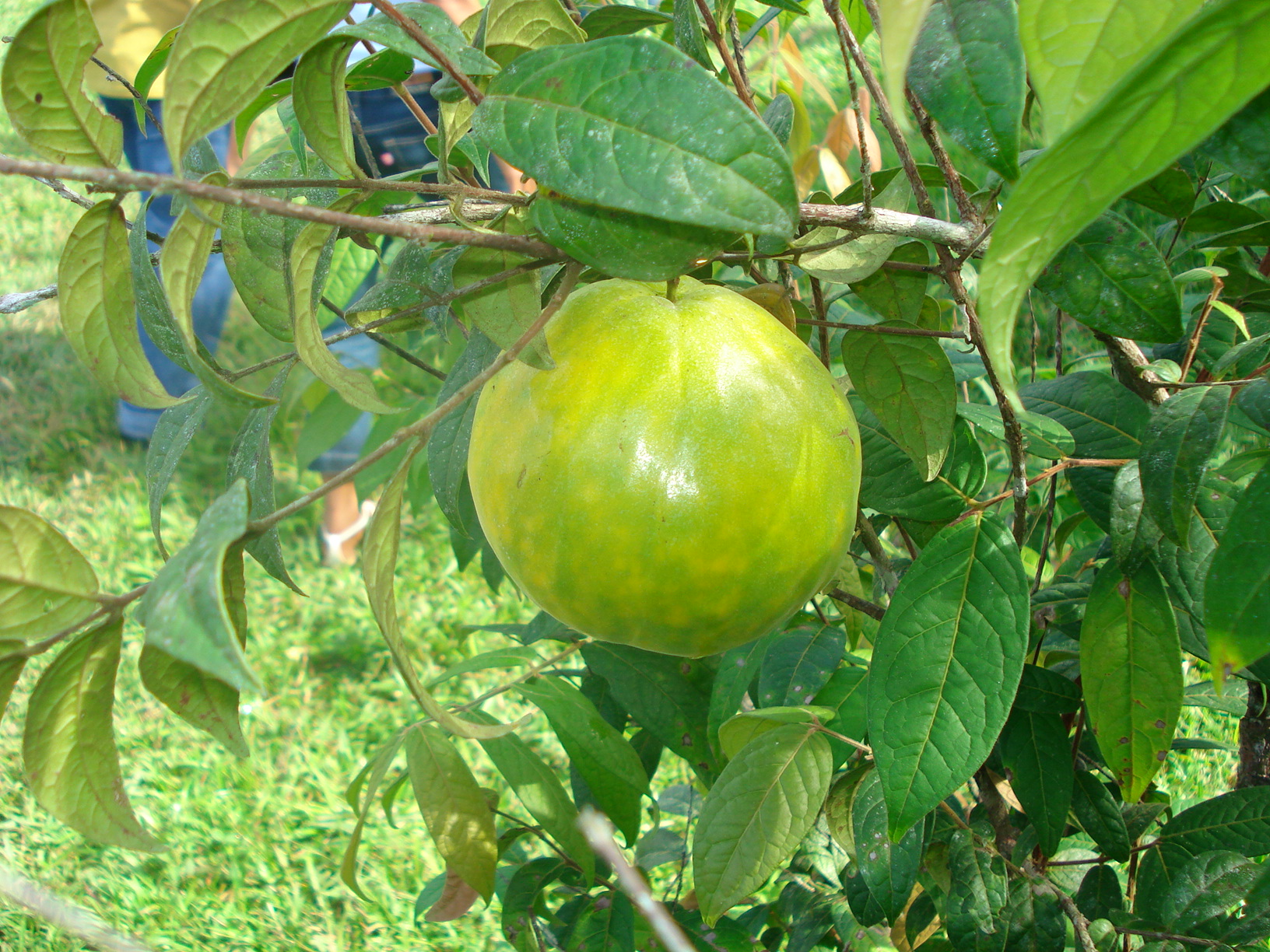